# 文明化五部族

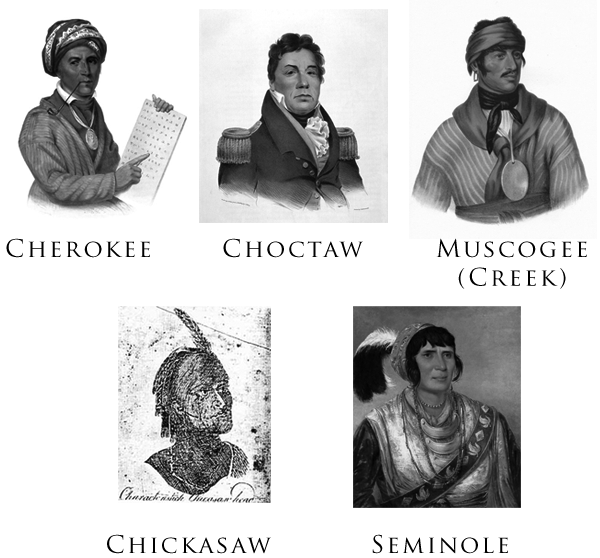
文明化五部族

文明化五部族（ぶんめいかごぶぞく、英語：Five Civilized Tribes）とは、かつてアメリカ合衆国において、ヨーロッパ系入植者の習慣を採用したとしてチェロキー族、チカソー族、チョクトー族、クリーク族 、セミノール族の、5つのインディアン部族を指すのに適用された言葉。

## 概要
これらの部族は、プランテーション制度や奴隷の所有を含む白人入植者の習慣の多くを採用し、白人とよい関係を保ったという理由で、白人社会によって「文明化されている」と考えられた。文明化五部族は、後のオクラホマ州になる地域などへ強制移住させられる以前は、ミシシッピ川以東の米国南東部に住んでいた。
部族たちは、アンドリュー・ジャクソン大統領の「インディアン移住法」による一連の強制移住によって、彼らの故郷のミシシッピ川の東から根こそぎ追い出され、数十年かけて大陸をほぼ横断させられ、現在のオクラホマ州の東部にあるインディアン準州と呼ばれた場所に徒歩で移住させられた。なかでも最も悪名高い強制移住は、チェロキーの「涙の旅路」である。
南北戦争の間、これら五部族は、どちらの側を支持するべきかで分裂した。チョクトーとチカソーは主にアメリカ連合国側について戦ったが、クリーク、セミノール、チェロキーは、合衆国連邦軍（北軍）と連合国軍の支持で分裂した。チェロキーは、南軍についた勢力と北軍についた勢力の間で同じ部族間の争いが起こった。
1907年、オクラホマ準州とインディアン準州は、新たにオクラホマ州として合併された。文明化五部族のすべては、今日もその存在をこの地域に示している。今日、多くのインディアン、特に他の部族の人々は、「文明化五部族」というレッテルが恩着せがましく、人種差別的であると見なしている。インディアン部族がともに議論をする際、他のすべての部族がより野蛮であったという示唆を避けるため、しばしば「文明化」をとって「五部族」という言葉が使用される。